# Avant Browser
Avant Browser (Ава́нт Бра́узер) — бесплатный (freeware) браузер на трёх движках: Microsoft Trident, Webkit (Blink), Gecko. Большинство дополнительных функций аналогичны функциям браузера Opera. Может использовать настройки, плагины и избранное от Internet Explorer.
Начиная с октября 2011 года разделён на две версии: «Ultimate», в которую добавлены движки Gecko и Blink, и «Lite», содержащую только движок Trident.

## Свойства Avant Browser
- В меню первого уровня «Сервис» расположены кнопки для разрешения и запрещения загрузки различного вида информации: аудио, видео, Flash, анимация, сценарии, ActiveX и другие.
- Функции блокировки рекламы и всплывающих окон.
- Помимо стандартных режимов сохранения страниц, Avant Browser позволяет сохранять скриншот экрана, скриншот выбранной области экрана, скриншот всей страницы.
- Высокая скорость загрузки программы относительно Internet Explorer.
- Помимо движка Trident, используется движок Gecko (Firefox: 62.0.2.6828) и движок WebKit (Chrome: 80.0.3987.132)

## Функции Avant Browser, отсутствующие в Internet Explorer
- Скины: пользователь может выбирать из 20 скинов по своему вкусу.
- Псевдонимы адресов: можно определить одному символу или их комбинации какой-либо интернет-адрес и, к примеру, набирая в адресной строке всего одну букву w, попадать на русскую Википедию.